# Эмбден, Густав
Густав Эмбден (нем. Gustav Embden; 10 ноября 1874, Гамбург, Германия — 25 июля 1933, Нассау, Германия) — немецкий биохимик, известный своими трудами в области изучения процесса гликолиза, имеющего второе название как «путь Эмбдена — Мейергофа — Парнаса».

## Биография
Родился Густав Эмбден 10 ноября 1874 года в Гамбурге. Учился в четырёх университетах: Мюнхенском, Фрайбургском, Берлинском и Страсбургском. Последний университет окончил в 1899 году. Ученик Ф. Хоффмайстера. С 1899 по 1903 год работал в физиологическом институте, с 1904 года заведовал химической лабораторией при госпитале во Франкфурте-на-Майне. Густав Эмбден на базе данной лаборатории создаёт физико-химический институт, который открывает в 1907 году и становится доцентом (с 1907 года), профессором и заведующим кафедрой биологической химии (с 1914 года). Работал Густав Эмбден в данном институте до 1925 года. С 1925 по 1926 год занимал должность ректора университета на Франкфурте-на-Майне. С 1926 года — на пенсии.
Скончался Густав Эмбден 25 июля 1933 года в Нассау.

## Научные работы
Основные научные работы посвящены изучению обмена углеводов и механизма мышечного сокращения.
- 1922 — Предложил схему анаэробного ферментативного расщепления углеводов, согласно которой путь к конечным продуктам этой цепи реакций лежит через фосфотриозы, что внесло ясность в изучение химизма распада углеводов как при гликолизе в животной клетке, так и при брожении.
- 1933 — Получил точные количественные данные об обмене веществ при сокращении мышц.
- Впервые выделил из мышц адениловую кислоту.
- Изолировал гексозодифосфат как промежуточный продукт гликолиза.
- Исследовал источники образования ацетоновых тел в организме, а также роль печени в образовании аминокислот и сахара.
- Открыл в мышечных клетках гексозомонофосфат, получивший название Эфир Эмбдена.
- Первым открыл быструю обратимость химических процессов при работе мышцы.

## Список использованной литературы
- БМЭ. — 2-е изд. — В 36-и т. — М.: Советская энциклопедия, 1956—64.
- Биологи. Биографический справочник. — Киев.: Наук. думка, 1984. — 816 с.: ил